# Lady Penrhyn

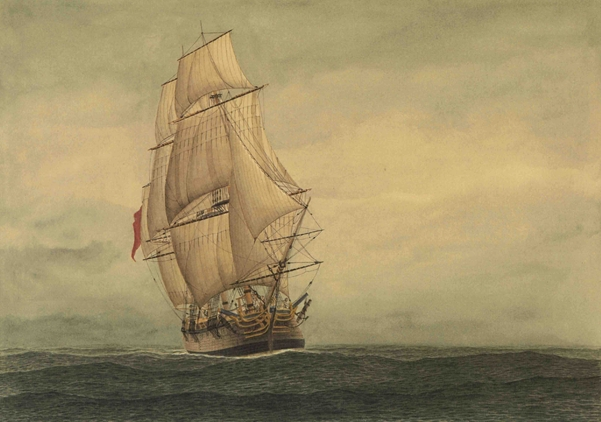
Lady Penrhyn

Die Lady Penrhyn war ein Transportschiff der First Fleet, das im Jahr 1786 in England gebaut wurde. Es transportierte 101 weibliche Sträflinge und 43 Royal Marines unter dem Befehl von Kapitän William Cropton Sever mit seiner Besatzung von 20 bis 30 Seeleuten in die Sträflingskolonie Australien. Von den elf Schiffen der First Fleet transportierte die Lady Penrhyn die größte Anzahl von weiblichen Sträflingen.
Die Lady Penrhyn begann am 6. Januar 1787 mit der Aufnahme von weiblichen Sträflingen. Dabei gab es Probleme und Arthur Phillip, der Kommandeur der First Fleet und spätere Gouverneur von New South Wales, gab die Anweisung Männer und Frauen zu separieren. Um seinen Anweisungen Nachdruck zu verleihen, wurden fünf Frauen in Eisen gelegt. Allerdings konnte Phillip nicht verhindern, dass sich Liebschaften von weiblichen Sträflingen mit Offizieren der Royal Marines entwickelten, beispielsweise mit George Johnston, Philip Gidley King, Ralph Clark und David Collins, dem späteren Vizegouverneur von Tasmanien.
Die Lady Penrhyn legte am 13. Mai 1787 gemeinsam mit der First Fleet in Portsmouth ab. Auf dem Schiff gab es Engpässe hinsichtlich des Essens und ausreichender Bekleidung für die Frauen. Beispielsweise gab es ab dem 11. Januar 1788 keinen Bordproviant mehr außer Hartbrot (sea bread).
Die Lady Penrhyn war das langsamste Schiff der Flotte und kam erst am 20. Januar 1788 mit weiteren sieben Schiffen in der Botany Bay an. Arthur Phillip war mit vier schnelleren Schiffen bereits angekommen und hatte festgestellt, dass sich die Botany Bay nicht für den Aufbau von Siedlungen eigne. Die First Fleet segelte am 26. Januar nach Port Jackson und ankerte dort, weil das Gebiet besser geeignet war. Erst am 6. Februar 1788 konnten die weiblichen Sträflinge der Lady Penrhyn an Land gehen.
Am 5. Mai 1788 legte die Lady Penrhyn von Port Jackson in Richtung China ab. Sie sollte auf der Rückreise Tee für die Britische Ostindien-Kompanie transportieren. Auf dieser Schiffsreise ankerte sie zunächst vor der Lord-Howe-Insel, um dort Verpflegung aufzunehmen. Sie erreichte ihr Ziel im Oktober 1788.
Das Schiff transportierte bis ins Jahr 1811 Waren auf der Schiffsroute London-Jamaika, bevor sie im Jahr 1811 bei den Westindischen Inseln von einem französischen Freibeuter geentert und in Brand gesetzt wurde. Sie ging verloren.